# Paul Verhaeghen
Paul Verhaeghen (Lokeren, 1965) is een Belgisch psycholoog en schrijver, woonachtig in Atlanta, Verenigde Staten.

## Biografie
Verhaeghen werd geboren in Lokeren en groeide op in Aalst en Koksijde. Hij liep humaniora aan het Sint-Jozefscollege in Aalst, geleid door de paters jezuïeten. Hij studeerde theoretische psychologie aan de Katholieke Universiteit Leuven (licentiaat 1989). In 1994 promoveerde hij er op een proefschrift met de titel Teaching old dogs new memory tricks: plasticity in episodic memory performance in old age. Verhaeghen werkte tot 1997 in Leuven bij het Centrum voor Ontwikkelingspsychologie. Tussen 1997 en 2007 was hij werkzaam aan de afdeling Psychologie van Syracuse University, New York, aanvankelijk als assistant professor en sinds 2003 als associate professor; sinds 2007 werkt hij aan het Georgia Institute of Technology.
Naast zijn werk als cognitief psycholoog is Verhaeghen actief als schrijver. Van zijn hand zijn twee romans verschenen. Het debuut Lichtenberg (1996) werd in 1997 bekroond met de ASLK Debuutprijs. De roman handelt over een tevergeefs naar harmonie zoekende jongeman.

In 2004 volgde Omega Minor, een epische, encyclopedische roman over de gevolgen van verraad in de Tweede Wereldoorlog. Voor deze roman kreeg Verhaeghen de driejaarlijkse Prijs van de Vlaamse Gemeenschap voor Proza, de F. Bordewijkprijs, beide in 2005, en in 2006 de Prijs voor Letterkunde van de Vlaamse Provincies. Het boek werd tevens genomineerd voor de Gouden Uil. De auteur won in 2008 met de door hem zelf in het Engels vertaalde versie van deze roman The Independent Foreign Fiction Prize.
Uit protest tegen de Amerikaanse inval in Irak en de volgens Verhaeghen daarop volgende martelpraktijken (zie Abu Ghraib), verzocht de schrijver het aan de prijzen en nominatie verbonden geld over te maken aan de Amerikaanse burgerrechtenbeweging ACLU. Op die manier zou niet een deel van het geld via de belastingen bij de volgens Verhaeghen 'protofascistische' regering-Bush belanden.
Omega Minor is vertaald in het Duits, het Frans, het Hongaars en het Engels; het kreeg lovende besprekingen in de internationale pers; vb Donald Morrison in Time 17 december 2007.